# Mary Carillo
Mary Castillo (Queens, 15 de Março de 1957) é uma ex-tenista profissional estadunidense.

## Grand Slam finais

### Duplas Mistas (1 título)
| Legend            |   |
| Grand Slam        | 1 |
| WTA Championships | 0 |
| Tier I            | 0 |
| Tier II           | 0 |
| Tier III          | 0 |
| Tier IV & V       | 0 |
| Olimpíadas        | 0 |

| Títulos por Piso |   |
| Duri             | 0 |
| Saibro           | 1 |
| Grama            | 0 |
| Carpete          | 0 |

| Posição | N. | Data          | Torneio             | Piso   | Parceiro     | Oponentes                  | Placar   |
| Campeã  | 1. | Junho 5, 1977 | French Open, França | Saibro | John McEnroe | Iván Molina Florenţa Mihai | 7–6, 6–3 |

#### WTA Tour finals
Duplas 1
| Posição | N. | Data           | Torneio                                            | Piso   | Parceira      | Oponentes                 | Placar        |
| Vice    | 9. | Agosto 8, 1977 | U.S. Open Clay Courts (Indianapolis, Indiana, EUA) | Saibro | Wendy Overton | Linky Boshoff Ilana Kloss | 7–5, 5–7, 3–6 |